# نبرد (فیلم ۲۰۲۲)
نبرد (انگلیسی: Battle) یک فیلم اکشن، دلهره‌آور در سبک سینمای سیاسی هندی به زبان مالایالم محصول سال ۲۰۲۲ به نویسندگی و کارگردانی لیجو کریشنا با بازی نیوین پاولی، آدیتی بالان و شامی تیلاکان است. این فیلم داستان بخش ستمدیده جامعه در شمال کرالا را به تصویر می‌کشد.
این فیلم در ۲۱ اکتبر ۲۰۲۲ در سینماهای هند اکران شد. و نقدهای خوبی از منتقدین دریافت کرد.

## خلاصه داستان
داستان مردم عامی و ستمدیده جامعه است که برای پس گرفتن هویت منحصر به فرد خود و رسیدن به جایگاهشان در جهانی برابر همواره در نبرد هستند.

## تولید
فیلم در مالور در کانور، روستای بومی لیجو کریشنا فیلمبرداری شده‌است. حدود هزار نفر از مردم روستا از طریق دوره‌های تصادفی بازیگری برای فیلم آموزش دیدند. فیلمبرداری اصلی در دسامبر ۲۰۱۹ در منطقه بخش کنور آغاز شد. برنامه اول در فوریه ۲۰۲۰ بسته شد. برنامه دوم به دلیل همه‌گیری کووید ۱۹ در هند به تعویق افتاد. تصویربرداری اصلی در ۱۵ مارس ۲۰۲۲ در کنور به پایان رسید.